# المكتب (مسلسل أمريكي)
ذي أوفيس (بالإنجليزية: The Office)‏ أو المكتب هو مسلسل كوميدي أمريكي من إنتاج هيئة الإذاعة الوطنية، وهو نسخة مثيلة لمسلسل بريطاني يحمل نفس الاسم. يصور المسلسل الحياة اليومية لموظفي مكتب في شركة لبيع الورق وعلاقتهم بمديرهم الذي من الواضح عليه أنه غريب الأطوار. ومن أجل محاكاة الواقع فقد تم تصويره باستخدام إعدادت الكاميرا الأحادية وبدون مشاهدي ستوديو التصوير أو أصوات ضحك. بدأ عرض السلسلة في 24 مارس 2005، وانتهى عرض الفصل الثامن في 10 مايو 2012. يمثل فيه ستيف كارل دور مدير المكتب. حصل المسلسل على متابعة واسعة داخل وخارج الولايات المتحدة، بالإضافة إلى حصده العديد من الجوائز.

## الإنتاج

### طاقم العمل
طورغريغ دانيلز النسخة البريطانية للتلفزيون الأمريكي وعمل كمقدم العرض للمواسم الأربعة الأولى من المسلسل. ثم ترك المنصب عندما شارك في إنشاء المسلسل الكوميدي الحدائق والمنتزهات مع زميله الكاتب مايكل شور وقسم وقته بين المسلسلين. تم اختيار بول ليبرشتاين وجينيفر سيلوتا كصاحبي العرض للموسم الخامس. غادر سيلوتا المسلسل بعد الموسم السادس وظل ليبرشتاين في دور العرض للموسمين التاليين.

## وصلات خارجية
- المكتب على موقع IMDb (الإنجليزية)
- المكتب على موقع ميتاكريتيك (الإنجليزية)
- المكتب على موقع الموسوعة البريطانية (الإنجليزية)
- المكتب على موقع روتن توميتوز (الإنجليزية)
- المكتب على موقع نتفليكس (الإنجليزية)
- المكتب على موقع أول موفي (الإنجليزية)
- المكتب على موقع فيلمافينيتي (الإسبانية)
- المكتب على موقع كينوبويسك (الروسية)
- المكتب على موقع ألو سيني (الفرنسية)
- المكتب على موقع قاعدة بيانات الفيلم (الإنجليزية)
- الموقع الرسمي